# Roholm
Fuglereservatet Roholm ligger midt i Odense Fjord  Vejr og vind og bølgernes gnaven har forvandlet den blot en hektar store Roholm til en flad ø af sten og grus. Kun enkelte kampesten bryder fladen. Roholm er en del af Odense Fjord Vildtreservat, der omfatter cirka 6.000 hektar med vandflader og småøer. 
Ved lavvande kan tusinder af vadefugle, måger, ænder, svaner, gæs og skarver stimle sammen på selve øen eller på vadefladerne og i det føderige fladvand, der omgiver stenøen. Fugleværnsfonden har ejet den lille ø siden 1978. Det er ikke tilladt at gå i land på øen og al jagt på vandfugle er forbudt.